# Na niebie
Na niebie – singel polskiego piosenkarza Oskara Cymsa z jego debiutanckiego solowego albumu studyjnego, zatytułowanego Nigdy wcześniej. Singel został wydany 2 sierpnia 2023.
Kompozycja znalazła się na 2. miejscu listy OLiA, najczęściej odtwarzanych utworów w polskich rozgłośniach radiowych. Nagranie otrzymało w Polsce status platynowego singla, przekraczając liczbę 50 tysięcy sprzedanych kopii.

## Geneza utworu i historia wydania
Utwór napisali i skomponowali Oskar Cyms, Frank Bo, Maria Dzięcielak, Patryk Kumór, Carla Fernandes, Damian Skoczyk, Dominic Buczkowski-Wojtaszek, Emilian Waluchowski i Piotr Zborowski, natomiast za produkcję utworu odpowiadał Hotel Torino. Oskar Cyms o singlu:

»Na niebie« to utwór, który przywołuje letnie dni wypełnione miłosnymi historiami do których każdy z nas uwielbia powracać. Chwile miłosnych uniesień to momenty w których każdy z nas chciałby trwać wiecznie. Niezależnie od tego co jest dookoła nas nie ograniczajmy swoich uczuć – życie przemija zbyt szybko, aby nie korzystać z uroków otaczającego nas świata.

Singel ukazał się w formacie digital download 2 sierpnia 2023 w Polsce za pośrednictwem wytwórni płytowej DB4 Management w dystrybucji Warner Music Poland. Piosenka została umieszczona na debiutanckim solowym albumie studyjnym Cymsa – Nigdy wcześniej.
24 maja 2024 singel został zaprezentowany telewidzom stacji Polsat podczas Polsat Hit Festiwal 2024. 31 grudnia wystąpił z piosenką podczas Sylwestrowej Mocy Przebojów organizowanej w Toruniu i emitowanej na antenie stacji Polsat.

## „Na niebie” w stacjach radiowych
Nagranie było notowane na 2. miejscu w zestawieniu OLiA, najczęściej odtwarzanych utworów w polskich rozgłośniach radiowych.

## Teledysk
Do utworu powstał teledysk, który udostępniono w dniu premiery singla za pośrednictwem serwisu YouTube

## Lista utworów
- Digital download[2]

1. „Na niebie” – 2:16

## Notowania
| Kraj   | Lista (2023)                   | Najwyższa pozycja |
| ------ | ------------------------------ | ----------------- |
| Polska | OLiS – oficjalna lista airplay | 2                 |

| Kraj   | Lista (2023)                   | Pozycja |
| ------ | ------------------------------ | ------- |
| Polska | OLiS – oficjalna lista airplay | 29      |

## Certyfikaty
| Kraj          | Certyfikat      | Sprzedaż |
| ------------- | --------------- | -------- |
| Polska (ZPAV) | platynowa płyta | 50 000+  |

## Wyróżnienia
| Rok  | Konkurs                  | Kategoria                   | Rezultat    |
| ---- | ------------------------ | --------------------------- | ----------- |
| 2023 | Gorąca 100               | 100 największych hitów 2023 | 31. miejsce |
| 2023 | Przebój roku RMF FM 2023 | Przebój roku                | 9. miejsce  |